# Aberdalgie
 Aberdalgie  é uma aldeia da Escócia, no condado de Perth, (Perth and Kinross) sobre o rio Earn. Foi nos seus arredores que se travou, em 12 de Agosto de 1332, a batalha de Dupplin, onde os ingleses, comandados por Eduardo III e John Balliol, venceram os escoceses, comandados pelo conde Mar, senhor que foi do Castelo de Kildrummy.